# Star, North Carolina
Star är en ort i Montgomery County i delstaten North Carolina, USA.